# إرنست سوسا
إرنست سوسا (بالإنجليزية: Ernest Sosa)‏ هو أستاذ جامعي وفيلسوف كوبي وأمريكي، ولد في 17 يونيو 1940 في كارديناس في كوبا.